# Список ксилографій Альбрехта Дюрера
Тут представлений перелік ксилографій німецького художника та гравера Альбрехта Дюрера. 
| Зображення | Назва                                                                 | Серія                   | Рік       | Розмір      | Bartsch |
| ---------- | --------------------------------------------------------------------- | ----------------------- | --------- | ----------- | ------- |
|            | Титульна сторінка другого латинського видання 1511 року               | Апокаліпсис             | 1511      | 395 x 285   | B60     |
|            | 1. Мучеництво Святого Іоанна                                          | Апокаліпсис             | 1496-1497 | 395 x 285   | B61     |
|            | 2. Видіння Святого Іоанна про сім підсвічників                        | Апокаліпсис             | 1496-1498 | 395 x 285   | B62     |
|            | 3. Святий Іоанн на колінах перед Христом та двадцятьма чотима старими | Апокаліпсис             | 1496      | 395 x 285   | B63     |
|            | 4. Чотири вершники Апокаліпсису                                       | Апокаліпсис             | 1497-1498 | 395 x 285   | B64     |
|            | 5. Відкриття п’ятої та шостої печатокм                                | Апокаліпсис             | 1497-1498 | 395 x 285   | B65     |
|            | 6. Чотири ангели, що стримують вітри, і маркування обраних            | Апокаліпсис             | 1497-1498 | 395 x 285   | B66     |
|            | 7. Гімн обожненню ягняти                                              | Апокаліпсис             | 1496-1497 | 395 x 285   | B67     |
|            | 8. Відкриття сьомої печатки і орел кричить "Горе"                     | Апокаліпсис             | 1496-1497 | 395 x 285   | B68     |
|            | 9. Чотири ангела Смерті                                               | Апокаліпсис             | 1496-1498 | 395 x 285   | B69     |
|            | 10. Святий Іоанн їсть книгу                                           | Апокаліпсис             | 1498      | 395 x 285   | B70     |
|            | 11. Жінка Апокаліпсису та семиголовий дракон                          | Апокаліпсис             | 1497      | 395 x 285   | B71     |
|            | 12. Святий Михайло бореться з драконом                                | Апокаліпсис             | 1498      | 395 x 285   | B72     |
|            | 13. Вавилонська блудниця                                              | Апокаліпсис             | 1496-1497 | 395 x 285   | B73     |
|            | 14. Звір із ягнячими рогами та звір із семи головами                  | Апокаліпсис             | 1496-1497 | 395 x 285   | B74     |
|            | 15. Ангел з ключем бездонної ями                                      | Апокаліпсис             | 1497-1498 | 395 x 285   | B75     |
|            | Титульна сторінка                                                     | Великі страсті          | 1511      | 390 x 280   | B4      |
|            | 1. Таємна вечеря                                                      | Великі страсті          | 1510      | 390 x 280   | B5      |
|            | 2. Христос на Оливній горі                                            | Великі страсті          | 1497-1500 | 390 x 280   | B6      |
|            | 3. Христос узятий в полон                                             | Великі страсті          | 1510      | 390 x 280   | B7      |
|            | 4. Бичування Христа                                                   | Великі страсті          | 1497-1500 | 390 x 280   | B8      |
|            | 5. Ось чоловік!                                                       | Великі страсті          | 1510      | 390 x 280   | B9      |
|            | 6. Христос, що несе хрест                                             | Великі страсті          | 1497-1500 | 390 x 280   | B10     |
|            | 7. Розп'яття                                                          | Великі страсті          | 1497-1500 | 390 x 280   | B11     |
|            | 8. Оплакування Христа                                                 | Великі страсті          | 1497-1500 | 390 x 280   | B12     |
|            | 9. Поховання                                                          | Великі страсті          | 1497-1500 | 390 x 280   | B13     |
|            | 10. Христос в чистилищі                                               | Великі страсті          | 1510      | 390 x 280   | B14     |
|            | 11. Воскресіння Христове                                              | Великі страсті          | 1510      | 390 x 280   | B15     |
|            | Титульна сторінка книги                                               | Життя Діви Марії        | 1511      | 295 x 210   | B76     |
|            | 1. Відмова від пропозиції Йоахіма                                     | Життя Діви Марії        | 1504      | 295 x 210   | B77     |
|            | 2. Поява ангела                                                       | Життя Діви Марії        | 1504      | 295 x 210   | B78     |
|            | 3. Зустріч Йоахіма та Анни біля Золотих воріт                         | Життя Діви Марії        | 1504      | 295 x 210   | B79     |
|            | 4. Народження Богородиці                                              | Життя Діви Марії        | 1503      | 295 x 210   | B80     |
|            | 5. Представлення Богородиці в Храмі                                   | Життя Діви Марії        | 1503      | 295 x 210   | B81     |
|            | 6. Шлюб Богородиці                                                    | Життя Діви Марії        | 1504      | 295 x 210   | B82     |
|            | 7. Благовіщення                                                       | Життя Діви Марії        | 1503      | 295 x 210   | B83     |
|            | 8. Відвідини                                                          | Життя Діви Марії        | 1503-1504 | 295 x 210   | B84     |
|            | 9. Поклоніння пастухам. (Різдво Христове)                             | Життя Діви Марії        | 1502-1503 | 295 x 210   | B85     |
|            | 10. Обрізання Христа                                                  | Життя Діви Марії        | 1503-1505 | 295 x 210   | B86     |
|            | 11. Поклоніння волхвів                                                | Життя Діви Марії        | 1503      | 295 x 210   | B87     |
|            | 12. Представлення Христа в храмі                                      | Життя Діви Марії        | 1503-1505 | 295 x 210   | B88     |
|            | 13. Втеча в Єгипет                                                    | Життя Діви Марії        | 1504      | 295 x 210   | B89     |
|            | 14. Відпочинок на шляху до Єгипту                                     | Життя Діви Марії        | 1502      | 295 x 210   | B90     |
|            | 15. Христос серед лікарів в Храмі                                     | Життя Діви Марії        | 1503      | 295 x 210   | B91     |
|            | 16. Прощання                                                          | Життя Діви Марії        | 1503-1505 | 295 x 210   | B92     |
|            | 17. Смерть Діви Марії                                                 | Життя Діви Марії        | 1510      | 295 x 210   | B93     |
|            | 18. Коронація Діви Марії                                              | Життя Діви Марії        | 1510      | 295 x 210   | B94     |
|            | 19. Богородиця серед ангелів і святих                                 | Життя Діви Марії        | 1502      | 295 x 210   | B95     |
|            | Титульна сторінка                                                     | Small Passion           | 1511      | 127 x 97    | B16     |
|            | 1. Гріхопадіння                                                       | Малі пристрасті         | 1510      | 127 x 97    | B17     |
|            | 2. Вигнання з раю                                                     | Малі пристрасті         | 1510      | 127 x 97    | B18     |
|            | 3. Благовіщення                                                       | Малі пристрасті         | 1510      | 127 x 97    | B19     |
|            | 4. Різдво Христове                                                    | Малі пристрасті         | 1510      | 127 x 97    | B20     |
|            | 5. Прощення Христа і Діви Марії                                       | Малі пристрасті         | 1508-1509 | 127 x 97    | B21     |
|            | 6. Входження Христа в Єрусалим                                        | Малі пристрасті         | 1508-1509 | 127 x 97    | B22     |
|            | 7. Христос прогнав купців з храму                                     | Малі пристрасті         | 1508-1509 | 127 x 97    | B23     |
|            | 8. Тайна вечеря                                                       | Малі пристрасті         | 1508-1509 | 127 x 97    | B24     |
|            | 9. Христос миє ноги Петра                                             | Малі пристрасті         | 1508-1509 | 127 x 97    | B25     |
|            | 10. Христос на Оливовій горі                                          | Малі пристрасті         | 1510      | 127 x 97    | B26     |
|            | 11. Христос узятий в полон                                            | Малі пристрасті         | 1509      | 127 x 97    | B27     |
|            | 12. Христос перед Анною                                               | Малі пристрасті         | 1508-1509 | 127 x 97    | B28     |
|            | 13. Христос перед Хаіфою                                              | Малі пристрасті         | 1508-1509 | 127 x 97    | B29     |
|            | 14. Знущання над Христом                                              | Малі пристрасті         | 1508-1509 | 127 x 97    | B30     |
|            | 15. Христос перед Пілатом                                             | Малі пристрасті         | 1508-1509 | 127 x 97    | B31     |
|            | 16. Христос перед Іродом                                              | Малі пристрасті         | 1509      | 127 x 97    | B32     |
|            | 17. Бичування                                                         | Малі пристрасті         | 1509      | 127 x 97    | B33     |
|            | 18. Христос коронований терновим вінком                               | Малі пристрасті         | 1509      | 127 x 97    | B34     |
|            | 19. Христос показаний народу                                          | Малі пристрасті         | 1509      | 127 x 97    | B35     |
|            | 20. Пілат миє руки                                                    | Малі пристрасті         | 1509      | 127 x 97    | B36     |
|            | 21. Христос, що несе хрест                                            | Малі пристрасті         | 1509      | 127 x 97    | B37     |
|            | 22. Спас Святої Вероніки                                              | Малі пристрасті         | 1510      | 127 x 97    | B38     |
|            | 23. Христос прибитий до хреста                                        | Малі пристрасті         | 1509      | 127 x 97    | B39     |
|            | 24. Христос на Хресті                                                 | Малі пристрасті         | 1509      | 127 x 97    | B40     |
|            | 25. Христос в чистилищі                                               | Малі пристрасті         | 1509      | 127 x 97    | B41     |
|            | 26. Зняття з хреста                                                   | Малі пристрасті         | 1509      | 127 x 97    | B42     |
|            | 27. Плач за Христом                                                   | Малі пристрасті         | 1509-1510 | 127 x 97    | B43     |
|            | 28. Поховання                                                         | Малі пристрасті         | 1509-1510 | 127 x 97    | B44     |
|            | 29. Воскресіння                                                       | Малі пристрасті         | 1510      | 127 x 97    | B45     |
|            | 30. Явилення Христа Богородиці                                        | Малі пристрасті         | 1510      | 127 x 97    | B46     |
|            | 31. Христос з’являється Марії Магдалині                               | Малі пристрасті         | 1510      | 127 x 97    | B47     |
|            | 32. Христос і учні в Еммаусі                                          | Малі пристрасті         | 1510      | 127 x 97    | B48     |
|            | 33. Недовірливість Святого Томаса                                     | Малі пристрасті         | 1510      | 127 x 97    | B49     |
|            | 34. Вознесіння                                                        | Малі пристрасті         | 1510      | 127 x 97    | B50     |
|            | 35. Зішестя Святого Духа                                              | Малі пристрасті         | 1510      | 127 x 97    | B51     |
|            | 36. Страшний суд                                                      | Малі пристрасті         | 1510      | 127 x 97    | B52     |
|            | 1. Арка слави Максиміліана                                            | Арка слави Максиміліана | 1515      | 1000 × 1167 |         |
|            | Заручини Максиміліана з Марією Бургундською                           | Арка слави Максиміліана | 1515      | 2726 × 3000 |         |
|            | Заручини Філіпа Справедливого з Іоаною Кастильською                   | Арка слави Максиміліана | 1515      | 2258 × 3000 |         |